# 忍者外傳 (2004年遊戲)
《忍者外傳》是由Team Ninja开发，特库摩发行的动作游戏，于2004年3月在Xbox上推出。游戏设定于带有未来风格的21世纪，玩家控制超级忍者隼龙夺回失窃的魔刀「黑龙丸」，并为被屠杀的族人复仇。游戏的灵感来自特库摩的旧忍者龙剑传系列，并与Team Ninja的死或生系列格斗游戏共享世界观背景。
本作以西方玩家为目标受众，开发耗时五年。游戏中的暴力元素给取得内容评级制造了障碍，因而在某些地区遭到了审查和删减。为了推广《忍者外傳》，特库摩借助Xbox的互联网连接功能举办了一系列国际在线比赛；参赛玩家的数量打破了记录，决赛在2004年东京电玩展现场举行。
《忍者外傳》广受好评，在北美推出的首月售出了36万2441份，但在日本销量不佳。Team Ninja后续发布了两款可下载内容包，此内容也收录于2005年推出的加强版《忍者外傳 黑之章》。2007年，本作以《忍者外傳Σ》为题被移植到PlayStation 3平台，加入了新内容并提升了画面表现；该版本也在PlayStation Vita上推出，标题为《忍者外傳Σ Plus》。本作有两部续作，分别为2008年发售的《忍者外傳2》与2012年发售的《忍者外傳3》。
2021年6月10日，《忍者外傳Σ》作为《忍者外傳：大师合集》的一部分，在Microsoft Windows、任天堂Switch、PlayStation 4和Xbox One平台推出。

## 游戏玩法

游玩时的截图画面，画面中主角隼龙正在与敌人战斗

《忍者外傳》的叙事围绕玩家操控的主角隼龙的一系列行动展开。游戏采用第三人称越肩视角，并带有典型的动作冒险游戏风格。隼龙在游戏开始时只有基础的能力和武器，但随着游戏的进行，他可以通过收集或购买道具来升级能力和武器。隼龙可以在游戏场景中做出各种符合他的的忍者形象的杂耍动作，例如在墙壁上奔跑、在横杆之间摇荡或在水面上奔跑。游戏世界由多个不同的区域组成，作为枢纽的泰龙城连接其中大部分区域。受塞尔达传说系列游戏机制的影响，玩家需要与敌人战斗、寻找钥匙或解开谜题才能进入这些区域。玩家可以在散布于区域中的龙头雕像处保存游戏进度，以便日后继续游戏。
玩家使用手柄操控隼龙的动作。玩家需要操作左摇杆、两个攻击按键和一个格挡按键，整个操控系统流畅而灵敏。《忍者外傳》被认为是当时Xbox上最具战斗深度的游戏之一，可与PlayStation 2上的动作冒险游戏《战神》和《鬼泣》相媲美。《战神》战斗系统的设计者埃里克·威廉姆斯解释说，《忍者外傳》禁止玩家中途取消攻击。与之相比，玩家可以在《战神》中这样做，而《鬼泣》则在部分攻击中给予玩家这种自由。威廉姆斯说，与这两款游戏相比，《忍者外傳》的战斗系统更难掌握；不过，它能让玩家在平等的条件下与电脑控制的敌人战斗。
《忍者外傳》中有数种武器可供隼龙使用，每种武器都有其优缺点，从而影响玩家的战斗方式。隼龙可以使用单手剑（如龙剑和妖刀鬼徹）快速攻击，还能使出名为「飞燕」的招式，跃起斩击敌人。此外，装备轻型武器的隼龙还能施展其招牌动作「风雷震落」，将敌人从空中旋转摔落在地。重型武器（如霸王大刀和天衣无缝）虽然速度慢，但对敌人造成的伤害更高。玩家可以利用连枷和长棍打出一长串连击。隼龙可以向远处的敌人投掷手裏劍和射箭。除了使用武器攻击外，隼龙还可以利用「灵气魂」。灵气魂是在敌人死亡时释放的彩色能量球，当隼龙接近时，这些能量球会被自动吸取到隼龙的体内。灵气魂在游戏过程中发挥着重要作用，它可以回复体力、恢复用以释放忍术的氣力或增加金钱。不过，玩家可以在战斗中让隼龙主动吸取灵气魂，用以发动强力的「灭杀」攻击，在自身无敌的状态下对敌人造成大量伤害。
游戏中，隼龙还可以使用具有类似魔法效果的忍术。当玩家发动忍术时，隼龙就会施放火球、冰风暴或闪电。忍术的功能与清版射击游戏中的炸弹或手榴弹类似，可以在重创敌人的同时让隼龙自身免受伤害。但是，游戏总监板垣伴信不满意使用忍术时的程序化的视觉效果，希望玩家尽可能不使用忍术。因此，他对游戏进行了调整，玩家在不使用忍术的情况下通过关卡时，可以获得奖励积分。玩家有两种方式让隼龙防御。首先，隼龙可以站在原地格挡攻击，但某些敌人的强力攻击或投技会打破他的防御。第二种方法是用名为「旋風之術」的动作让隼龙翻滚回避攻击。

## 剧情
2004版《忍者外傳》的灵感来自于20世纪80年代红白机上的忍者龙剑传系列，世界观设定最初是根据同为Team Ninja制作的生死格鬥系列格鬥遊戲重新构建的。不过，板垣伴信的访谈显示，Xbox版游戏是红白机上的原系列的前傳，两者可能构成连贯的故事。
《忍者外傳》以死或生系列的游戏世界为背景。游戏故事主要发生在日本与維格爾帝国（虚构的西亚国家）。游戏中的日本场景，如山中的忍者堡垒和村庄，借鉴了平安时代的建筑风格。相比之下，維格爾帝国及其首都泰隆则融合了世界各地的建筑风格。泰隆的欧式建筑和修道院都带有哥特式风格，有拱顶大厅、尖拱和大型彩色玻璃窗。在一个隐藏的地下关卡中，有猫头雕像、满是雕刻的墙壁、象形文字、阿兹特克金字塔和迷宮。板垣拒绝限制游戏的创作过程，因而造就了这种混合的风格。

### 角色
「超级忍者」隼龙是忍者外傳系列的主角，也是游戏中玩家可控制的主要角色。板垣伴信认为创作其他的可控角色可能会分散他的团队开发隼龙的注意力，尽管如此，《忍者外傳Σ》中瑞秋也成为了可控角色。隼龙与特库摩的渊源由来已久；他是20世纪90年代的忍者龙剑传系列的明星，自1996年以来一直是死或生系列的常驻角色。隼龙在这些游戏中的形象使他在粉丝和电子游戏行业中广受欢迎。《忍者外傳》的背景设定在初代《死或生》的两年前，本作也为死或生系列中隼龙的造型和性格提供了故事背景。
瑞秋是游戏的女主角，她的身世带有悲剧色彩。她和孪生妹妹阿尔玛都有会将人类变成魔神的魔神血脉。瑞秋认为她们的血脉无法消除，于是为了救赎妹妹的灵魂，想杀死妹妹。姐妹俩与诅咒她们的重鬼卿多库之间的关系是推动游戏发展的橋段，瑞秋偶尔需要隼龙的救助。虽然玩家无法在《忍者外傳》中操控瑞秋，但她在重制版《忍者外傳Σ》的部分章节中是可控的。游戏中还有两位会协助玩家的角色。年轻女忍者绫音是游戏中的向导，负责为玩家提供建议和目标。她也是死或生系列的常驻角色。刀匠村正经营的商店遍布游戏世界的各个角落，玩家可以在这些商店里购买有用的道具并升级隼龙的武器。村正还会发布任务，介绍背景故事和其他重要信息；例如，他会告诉隼龙如何获得升级龙剑所需的道具。玩家可以自定义隼龙的服装和瑞秋的发型。
游戏中的大多数敌人都是魔神，即因血咒而变成怪物的人类。三位重鬼卿带领手下与隼龙对抗，他们在游戏情节中扮演着重要角色：阿尔玛是瑞秋的妹妹，她的故事构成了游戏的重要部分；多库是隼龙的主要对手，他突袭隼之里并夺走黑龙丸一事是游戏的主要情节；马尔布斯是魔界的领主，他在隼龙最后前去见維格爾神聖皇帝的路上制造了一系列挑战。

### 故事
《忍者外傳》的故事分为16个章节，每个章节都以一段过场动画开始和结束。游戏开始时，玩家控制隼龙潜入影一門忍者的堡垒。隼龙此行是为了拜访他的师叔，影一門的首领村井。正当他们交谈之时，绫音向他们汇报了隼之里遭到袭击的消息。隼龙历经战斗返回村庄，见到了多库。多库杀害了隼龙的青梅竹马「龙之巫女」吴叶，并夺走了黑龙丸。隼龙与手持黑龙丸的多库展开了对决，但被砍倒在地，多库带着黑龙丸离开了隼之里。隼一門的图腾飞隼随后出现，使隼龙得以生还。
隼龙从村井那里得知袭击者来自維格爾帝國，为了给吴叶复仇，他偷偷登上了一艘前往帝国的飞艇。隼龙在帝国首都泰龙的街道上奋力杀出一条血路，途中击败了包括三位重鬼卿在内的多个头目。在一场摧毁了整个城市的战斗中，隼龙击败了阿尔玛，并将她交给瑞秋处置。瑞秋却不忍心杀死自己的妹妹。多库趁机掳走了瑞秋，准备用她作为祭品增强阿尔玛的力量。在阿尔玛的帮助下，隼龙救出了瑞秋，并消灭了多库的灵魂，但多库在临死前对隼龙下了血咒。解除血咒的唯一办法就是杀死皇帝，于是隼龙冲进皇宫，打败了马尔布斯，进入皇帝所在的冥界。要消灭皇帝并夺回黑龙丸，隼龙必须完成两场连续的头目战。成功击败皇帝后，冥界开始崩塌。为了逃离冥界，隼龙沿着岩壁向上跳跃攀爬，但在此期间，黑龙丸从他的手中脱离，落在了一人的脚下。
此人是整个游戏过程中一直在跟踪隼龙的黑使大兄。黑使大兄收下了黑龙丸，表露了自己的身份——影一門的首领村井。村井承认自己策划了对隼之里的突袭，他的最终目的是利用隼龙收集的灵魂恢复黑龙丸的邪恶力量。村井用黑龙丸的力量变身为魔神，最终头目战就此展开。隼龙击败了村井，并用真龙剑击碎了黑龙丸。获得胜利后，隼龙化身为飞隼飞回隼之里。在游戏的最后一幕中，他将龙之碧放在吴叶的墓碑上，随后消失在夜色中。《忍者外傳》的故事在续作《忍者外傳 龍劍》、《忍者外傳2》和《忍者外傳3》中延续。

## 开发
1999年，Team Ninja开始了「次世代忍者外傳项目」的开发工作。第一阶段是在世嘉NAOMI街机基板上制作游戏。随后，他们计划将该项目转移到Dreamcast游戏机上进行进一步开发和发布，但在2001年世嘉宣布停产Dreamcast时放弃了这一计划。此时，特库摩决定将《忍者外傳》作为索尼PlayStation 2在美国的首发游戏。然而，板垣伴信另有打算；作为Team Ninja的负责人，他对Xbox的软件开发工具包印象深刻，并促使他的团队为微软的游戏机进行开发。特库摩起初并未透露开发平台的变更，直到2002年E3游戏展上才宣布《忍者外傳》将在Xbox游戏机上独占推出，令游戏行业和粉丝们大吃一惊。在特库摩的投票中，大多数粉丝都希望游戏能在任天堂GameCube上推出。
《忍者外傳》是Team Ninja的第一款动作游戏。在最初的构思中，本作与在红白机平台推出的原版忍者龙剑传系列毫无关联。但是，原版忍者龙剑传系列在西方拥有众多拥趸，出于销售方面的考量，特库摩希望保留与前作的联系。特库摩要求板垣重新考虑，并将目标瞄准国外市场。板垣分析系列前作得出结论，这些游戏的暴力元素吸引了玩家。为了保留这种气质，他在Xbox版中加入了斩首等血腥内容。他还希望他的新游戏既难又诱人；游戏考验玩家的反应能力，而不是对关卡布局和操作时机的记忆力。他的团队重点设计了流畅的游戏玩法和高质量的动画，能对玩家的输入做出快速反应。板垣加入了更新版的敌人和特殊攻击，以此向过去的忍者龙剑传系列致敬。从随从的手枪开始，Team Ninja制作的3D模型都基于现实世界的材料。人物模型取材于人体解剖学研究，团队还聘请了武术家对人物动作进行数字化捕捉。不过，动画师并没有将动作捕捉数据直接导入游戏，而是将它们用作模板，使游戏角色的夸张动作更具真实感。板垣认为设计非人类生物比设计人类敌人更有趣。

## 发售
2004年2月26日出版的《Fami通Xbox》杂志附赠了《忍者外傳》的试玩版光盘。在试玩版中，玩家可以在两种难度下尝试游戏的第一章，并使用一些升至最高等级的武器和忍术。2004年3月2日，特库摩在美国发行了《忍者外傳》，比原计划晚了一年。

### 地区审查
《忍者外傳》在发行时包含了血腥暴力、斩首和奇形怪状的怪物。北美游戏分级机构娛樂軟件分級委員會（ESRB）将其评为「M — 成熟」级游戏，在美国多个州禁止向17岁以下的任何人出售。不过，在世界其他地区，对斩首的表现会招致更严格的评级。德國娛樂軟件檢驗局（USK）认为这些内容过于夸张，并拒绝对游戏进行评级。这有可能使得《忍者外傳》被列入德国的「对青少年有害的媒体名单」，这意味着商店既不能为游戏做广告，也不能向18岁或以上的顾客出售游戏。为了获得USK评级，特库摩对欧洲PAL版进行了删减。一年后，特库摩成功地为未删减版的《忍者外傳 黑之章》获得了USK 18+评级。
日本的電腦娛樂分級機構（CERO）在《忍者外傳》和《黑之章》发布时将其评级为18+级游戏。当时的CERO评级只是对消费者的指导意见。然而，2006年3月1日，日本的评级系统发生了变化。日本引入了从A到D的分级制度，并为含有大量血腥、暴力和犯罪内容的游戏增设了Z级。Z评级具有法律效力，向18岁以下的人出售此类游戏属于违法行为。为了获得面向东亚市场的D评级，特库摩因此删除了《Σ》中的斩首效果。然而，尽管之前的两款游戏也含有对人体斩首的描绘，CERO却将这两款游戏重新定为D级。

### 发布后
Team Ninja在《忍者外傳》发布后继续开发该项目，目的是将动作游戏和他们的首款此类游戏推向极致。为此，他们发布了免费的可下载扩展包「飓风包」。板垣说，团队开发飓风包是出于兴趣，因此他们不打算向玩家收取额外费用。这两款扩展包于2004年第三季度通过Xbox Live发布。
- 「飓风包：第一卷」改进了故事模式；Team Ninja调整了遇敌和敌人的人工智能（AI），以增加游戏难度。该扩展包加入了更多类型的敌人，如人形猫、戴着恐龙头骨的巨人和生化人。Team Ninja还对显示屏幕动作的虛擬鏡頭系統进行了重要改动；玩家现在可以控制镜头并改变其观察角度。[51]这款扩展包还增强了战斗引擎；玩家可以使用新招式「交叉之术」[註 8]在适当的时机反击敌人的任何攻击。[52]
- 「飓风包：第二卷」保留了第一卷的增强功能，但故事发生在一个仅由两个区域组成的世界中，玩家需要通过多次遭遇战，从两个新头目（尼刻[註 9]与伊什塔罗斯[註 10]）的手中救出瑞秋。该扩展包新增了会使用巨剑和施放火球的魔神。[53]

Team Ninja后来将这两个扩展包合并，并增加了新功能，制作了《忍者外傳 黑之章》。这款游戏被板垣伴信视为《忍者外傳》的最终版本，于2005年9月20日发售。几年后，Team Ninja升级了游戏画面，并将其移植到PlayStation 3上。该版本于2007年6月14日以《忍者外傳Σ》为标题发布。《黑之章》于2008年2月11日被列入Xbox Original游戏。

### 在线比赛

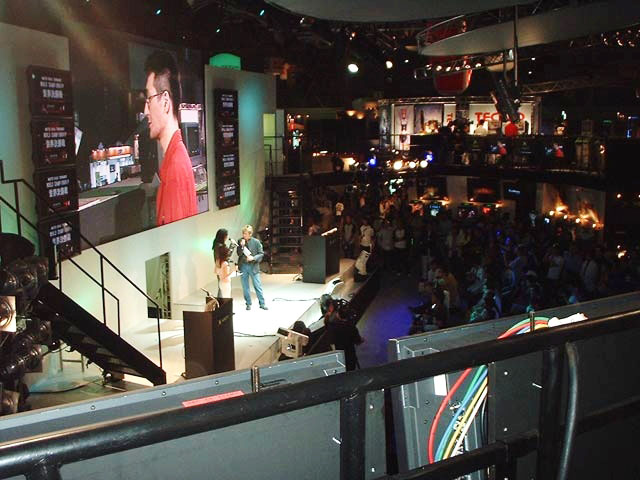
2004年东京电玩展上的世界决赛。决赛选手在观赛人群上方的走道上进行比赛，而解说员则在大屏幕上评述他们的操作。

微软和特库摩于2004年举办了三场名为「超忍大赛」的在线比赛。比赛通过Xbox Live进行，面向欧洲、日本和北美的参赛者开放。优胜者的评选基于玩家在《忍者外傳》或其飓风包中取得的分数。玩家需要在14到24天内完成规定的游戏，并向在线记分板提交分数。
前两场在线比赛也是在2004年东京电玩展上举行的超忍大赛世界决赛的地区资格赛。参赛名额竞争激烈，两场比赛均打破了Xbox Live活动的在线参加人数记录。来自欧洲和北美的六名得分最高的玩家赢得了印有板垣签名的木刀，五名地区冠军入选2004年9月25日的决赛。决赛中，选手们伴随现场解说同时游玩从「飓风包：第二卷」中选取的定制游戏。他们有15分钟的时间完成游戏并获得最高分；最后20秒，日本选手panzerorta40148通关游戏并击败对手，最终胜出。在颁奖仪式上，决赛选手从板垣手中接过奖牌。
该比赛同样伴随着争议。玩家们抱怨微软迟迟未公布第一轮比赛的官方规则，并认为公布的最高分无法通过公平的方式达到。但官方表示该分数是可能达到的，并认可比赛结果。在第二轮比赛中，微软最初在没有公开说明原因的情况下取消了冠军的资格，指定亚军为北美区决赛选手，但最终因亚军无法及时取得护照而不得不让季军前往东京参加决赛。
第三场超忍大赛于9月27日开始，历时26天。比赛排名由游玩「飓风包：第二卷」时获得的分数决定，奖品是特库摩的服装和Team Ninja的游戏。这场比赛标志着《忍者外傳》官方锦标赛的结束，不过微软保留了供玩家上传分数的排名板。

## 其他版本
特库摩推出了《忍者外傳》的两个加强版本：Xbox版《忍者外傳 黑之章》和PlayStation 3版《忍者外傳Σ》。这两款游戏与原版基本相同，都讲述了隼龙和黑龙丸的故事，但增加了额外的内容并更新了游戏机制。尽管板垣认为《黑之章》是《忍者外傳》的最终版本，特库摩随后还是将该游戏移植到了PlayStation 3上，即《Σ》。
除了故事模式外，《黑之章》与《Σ》还加入了名为「任务模式」的新玩法。任务模式侧重于动作而非角色发展，玩家要在小型场景内完成战斗任务，目标是「消灭所有敌人」。在故事模式和任务模式中，游戏评分基于玩家消灭敌人的速度、击杀的人数、结束时剩余未使用的忍术数量以及收集的金钱数量。玩家可以在在线排名板上比较分数。

### 忍者外傳 黑之章
特库摩在2005年E3上宣布，Team Ninja正在开发《忍者外傳 黑之章》，随后在2005年TGS上展出了游戏的开发中版本。《黑之章》是原版《忍者外傳》和两个「飓风包」的重制合集。游戏中出现了新的敌人，如会爆炸的蝙蝠和隼龙的魔神分身。游戏中的服装比原版更多，并将原版中可解锁的红白机版初代《忍者龙剑传》换成了街机版。
该版本的一个主要特点是新增了两个难度——简单的「忍犬」和超难的「超忍」。在收到《忍者外傳》默认版本太难的投诉后，板垣伴信添加了「忍犬」难度。但他始终认为只要坚持不懈，任何玩家都有能力通关游戏。因此，他确保选择「忍犬」的玩家会受到游戏的轻微嘲弄，在该难度下，玩家会获得彩色丝带作为饰品，绫音也会用轻蔑的态度对待隼龙。作为补偿，板垣让其他难度选项比原版《忍者外傳》更难。《黑之章》的另一个特点是它的任务模式。任务模式包含50个战斗任务，其中一个任务改编自为《忍者外傳》超忍大赛世界决赛设计的定制游戏。最后五个任务以「飓风包：第二卷」中的任务为基础，构成了系列任务「永恒传说」。虽然飓风包中的大部分改进，包括镜头系统的调整和新的头目战，都继承到了本作中，但《黑之章》移除了「飓风包：第一卷」中加入的交叉之术，从而增加了游戏的挑战性。
《忍者外傳 黑之章》也曾加入主机版Xbox Game Pass游戏库，但已于2019年9月下架。《忍者外傳 黑之章》还针对Xbox One X主机进行了增强，将游戏分辨率提高到了4K UHD级别。

### 忍者外傳Σ
2006年，特库摩和索尼宣布为PlayStation 3开发《忍者外傳Σ》。Eidos获得了这款游戏的欧洲发行权。板垣没有直接参与《Σ》的开发，并认为这是一款有缺陷的游戏，但他承认《Σ》让PlayStation用户也体验到了《忍者外傳》。
《Σ》的游戏玩法与原版十分相似，只是做了一些修改。与原版一样，玩家的动作和战斗系统由手柄控制，玩家需要操作左摇杆、两个攻击按键和一个格挡按键。游戏中，隼龙可以使用多种武器，每种武器都有优缺点，会影响玩家的战斗方式。《Σ》中，隼龙能够使用新武器「双刀（巖龍‧伐虎）」。隼龙同样可以使用具有魔法效果的忍术，让他在重创敌人的同时避免自己受到伤害。玩家可以通过摇晃六轴控制器增强忍术的威力。原版游戏中的非可控角色瑞秋在三个新追加章节中成为可控角色，新头目伽莫夫与Alternator会在新章节中登场。旧关卡中的一些设计元素也有所改变，并引入了几种新的敌人类型。
除了故事模式外，《Σ》还加入了名为「任务模式」的新玩法。任务模式侧重于动作而非角色发展，玩家要在小型场景内完成战斗任务。瑞秋於特定的任務模式可以使用。在故事模式和任务模式中，游戏评分基于玩家消灭敌人的速度、击杀的人数、结束时剩余未使用的忍术数量以及收集的金钱数量。玩家可以在在线排名板上比较自己的分数。此外，玩家还可以自定义玩家角色的外观，更换隼龙的服装和瑞秋的发型。
PlayStation 3的硬件性能更加强大，Team Ninja因而能使用更大、更精细的纹理对游戏画面进行全面改造。《Σ》对游戏的地图进行了改动，增加了几个新区域和几个额外的保存点和商店。《Σ》也对游戏引擎进行了改动，玩家可以在空中射箭，在水面上战斗，并在某些章节和任务中操作瑞秋战斗。
2007年7月，特库摩在PlayStation Network上发布了《Σ》的试玩版和新游戏模式「生存模式」。试玩版仅限于游戏的第一章，但玩家可以在单独的任务中扮演瑞秋。生存模式由多个任务组成，玩家要在这些任务中持续战斗，直到杀死所有对手或角色被击败。

### 忍者外傳Σ Plus
《忍者外傳Σ Plus》是《忍者外傳Σ》的PlayStation Vita移植版，于2012年2月22日在北美和欧洲发售。类似于《忍者外傳 黑之章》的「忍犬」模式，《Σ Plus》提供名为「英雄模式」的简单难度，使休闲玩家更容易上手。该版本还充分利用了PlayStation Vita的额外功能，包括陀螺仪第一人称瞄准（通过倾斜PlayStation Vita，玩家可以在第一人称视角模式下调整镜头角度）、背面触控（点击背面触控板可以增强隼龙的忍术威力）、触摸屏控制（玩家可以通过点击触摸屏进入第一人称模式）。此外，《Σ Plus》加入了可以让隼龙和瑞秋装备的新服装与饰品。

## 反响
| 汇总媒体     | 得分                    | 得分   | 得分   |
| 汇总媒体     | Xbox                    | PS3    | PSV    |
| ------------ | ----------------------- | ------ | ------ |
| GameRankings | 93% （黑之章）95%       | 87%    | 不适用 |
| Metacritic   | 91/100 （黑之章）94/100 | 88/100 | 72/100 |

| 媒体           | 得分                    | 得分                    | 得分   |
| 媒体           | Xbox                    | PS3                     | PSV    |
| -------------- | ----------------------- | ----------------------- | ------ |
| 1UP.com        | A （黑之章）A+          | A                       | 不适用 |
| Eurogamer      | 9/10                    | 7/10                    | 不适用 |
| GamePro        | 5/5 （黑之章）5/5       | 4.75                    | 不适用 |
| GameSpot       | 9.4/10 （黑之章）9.4/10 | 9.0/10                  | 不适用 |
| IGN            | 9.4/10 （黑之章）9.4/10 | 9.3/10（US) 8.8/10（AU) | 不适用 |
| VideoGamer.com | 9/10                    | 8/10                    | 不适用 |

| 媒体         | 奖项                                                                                                |
| ------------ | --------------------------------------------------------------------------------------------------- |
| IGN          | Best Xbox Action Game 2004 Best Xbox Downloadable Content 2004 （黑之章）Best Xbox Action game 2005 |
| X-Play       | Best Action/Adventure Game 2004                                                                     |
| 电子游戏月刊 | Xbox Game of the Year 2004                                                                          |
| GameSpot     | （黑之章）Best Xbox game 2005                                                                       |
| TeamXbox     | （黑之章）Best Xbox Action Game 2005                                                                |

《忍者外傳》一经推出，便好评如潮。GameSpot的称其为「有史以来最棒、最具挑战性的动作冒险游戏之一」，并将其评为2004年2月最佳Xbox游戏。IGN的称其「在长度、深度、速度和血腥程度方面为第三人称动作游戏树立了新的标准」，而《电子游戏月刊》（EGM）则称其为「不容错过的、一炮而红的经典之作」，并称「《忍者外傳》是Xbox平台的必玩游戏」。评论家还认为它是截止2007年之前发布的游戏中难度最高的之一。该游戏在GameSpot的2004年「最佳动作冒险游戏」类别中获得亚军。
加强版《忍者外傳 黑之章》也给评论家留下了深刻印象。GameSpot指出，该游戏拥有Xbox上最好的视听表现力，并称赞其新增的任务模式「将游戏浓缩为最纯粹的精华」。IGN称《黑之章》的推出是「难得的令人期待的一天」，让他们「再度体会到首次玩这款游戏时的兴奋」。
截至2007年8月，消费者购买了150万份《忍者外傳》和《黑之章》，其中大部分销往北美和欧洲。根据NPD Group的数据，《忍者外傳》上市首月在美国售出36万2441份。截至2006年8月，《忍者外傳》在该国已售出55万份，收入达2700万美元。2000年1月至2006年8月期间，它是美国PlayStation 2、Xbox或GameCube游戏机上销量第100名的游戏。截至2006年8月，《忍者外傳》和《黑之章》在美国的总销量达到80万套。这些销售数字反映了特库摩将日本以外的市场设为销售目标的决定。据板垣说，日本玩家并不特别兴奋，《忍者外傳》在日本发行后的四个月里只卖出了6万份。因为《忍者外傳》在评论和商业上的成功，CNET和GameSpot Asia将本作列入它们的名人堂。
《忍者外傳Σ》在日本发售的首周售出了4万6307份，成为同期销量第三高的游戏。根据NPD Group的数据，《忍者外傳Σ》在美国上市首月的销量为6万3637份。《次世代》报告称，截至2008年4月，《Σ》已在欧洲和北美售出47万份。特库摩宣布他们已在全球售出50万份。
与《忍者外傳》和《忍者外傳 黑之章》一样，《忍者外傳Σ》也获得了好评，目前在GameRankings和Metacritic分别获得了87%和88/100的平均分，前者是基于58篇评论，后者是基于46篇评论。评论界对《忍者外傳Σ》的技术方面看法不一。尽管游戏网站1UP.com称更新后的画面是「现代忍者经典之作的华丽再现」，但Pro-G表示，以次世代的标准来看，这些画面很一般，偶尔会出现「撕裂、边缘锯齿、血迹与墙壁之间不匹配的碰撞」。

## 后续影响
忍者外傳系列游戏因其难度和对细节的关注而在整个游戏界享有盛誉。尽管这些游戏吸引了像Pro-G的一样希望获得「难得要命，但也好得要命」的挑战的玩家，但人们担心游戏的学习曲线会令休闲玩家生畏。IGN警告说，技术较差的玩家可能「无法像其他人那样从这款游戏中获得更多的乐趣，因为它的难度令人难以置信」。《Edge》评论说，「特库摩拒绝向不太专注的玩家提供任何帮助，这只是设计上的失败，而不是硬核荣誉的徽章」，「不相信特库摩找不到一种方法来让游戏更加平易近人，同时又不破坏游戏中的挑战所具备的既棘手又令人愉快的特质」。《电子游戏月刊》认为这种挑战是「有价值的」，因为它「促使你在游戏中变得更好」。在他的《Slate》文章中重点介绍了《忍者外傳》，文章探讨了玩高难度游戏的动机。他认为，极端的挑战水平最初会让人非常沮丧，并可能导致人们厌恶地放弃一款游戏。然而，如果一款游戏还通过传授克服挑战所需的技能来奖励玩家的毅力，那么玩家就会有完成游戏的动力。在他看来，《忍者外傳》在挑战与回报之间取得了正确的平衡；通关游戏带来了「一种精疲力竭的兴奋，就像终于读到了《戰爭與和平》的结尾」。2012年，CraveOnline将《忍者外傳》列入他们的五款「酷炫的忍者游戏」榜单，称其「在当年是动作游戏的巅峰之作，在2005年的《战神》推出之前整整一年都保持着这一桂冠」、「真正的经典电子游戏，也许是有史以来最好的忍者游戏」。同年，G4tv将《忍者外傳》列为有史以来排名第83位的电子游戏，还称其为「有史以来最好的忍者游戏，也是最难的游戏之一」。
从技术角度来看，评论家们认为《忍者外傳》和《黑之章》是当时Xbox软件中的佼佼者；游戏在运行效能没有明显下降的前提下，将游戏机硬件利用到了极致。GameSpot的对这两款游戏「一流的表现力」印象深刻，并称当时没有其他游戏在视听方面能与之相媲美。IGN认为，这两款游戏「能让他们暂时忘记次世代游戏机」。《忍者外傳》和《黑之章》都非常畅销，因此在次世代主机Xbox 360发售之初，所有地区的Xbox 360都兼容这两款游戏。对《忍者外傳》的批评集中于虚拟镜头对画面的取景方式。镜头默认聚焦于隼龙和他周围的场景，但有时会锁定在部分场景上，无法继续追踪隼龙的动作，这一问题令评论者感到烦躁。为解决该问题，特库摩在飓风包中加入了手动镜头控制功能。大多数评论家的观点分为两种：要么认为镜头画面的问题通常可以接受；要么认为《忍者外傳》足够优秀，其瑕疵可以忽略不计。

## 備註
1. ↑  《忍者外傳 黑之章》
2. ↑  《忍者外傳Σ》
3. ↑  《忍者外傳Σ Plus》
4. ↑  日语：，英語：
5. ↑  日语：，英語：
6. ↑  日语：，英語：
7. ↑  日语：，英語：
8. ↑  日语：，英語：
9. ↑  日语：，英語：
10. ↑  日语：，英語：